# Andreas Sprecher von Bernegg
Andreas Sprecher von Bernegg (Grabs, 15 ottobre 1871 – Zurigo, 13 agosto 1951) è stato un naturalista e botanico svizzero, specialista della flora alpina e autore di manuali della flora tropicale e subtropicale.

## Biografia
Andreas Sprecher von Bernegg si laureò in botanica nel 1907 presso l'università di Zurigo con una tesi sul grande Ginkgo biloba.
Nel 1911, con il botanico Henry Correvon scese in Italia, scalò il massiccio del Monte Tombea-Caplone a Magasa e ne descrisse la flora locale nel "Journal de Genève" e nella rivista del Club Alpino Italiano.
Insegnante presso la stessa università, dal 1912 lavorò ad una stazione agricola sperimentale del tabacco e della gomma a Besuki sull'isola di Giava.
Al suo ritorno in Svizzera nel 1916, insegnò presso il dipartimento di agricoltura dell'università di Zurigo le tecniche di produzione in luoghi tropicali fino al 1941.
Fu membro della commissione per le zone tropicali e sub tropicali del settore agricolo dell'Istituto internazionale di agricoltura di Roma.

## Scritti
- Tropische und subtropische Weltwirtschaftspflanzen - ihre Geschichte, Kultur und volkswirtschaftliche Bedeutung,  1929–1936
- Stärke- und Zuckerpflanzen , 1929
- Ölpflanzen, 1929
- Genußpflanzen, 1934
- Kakao und Kola, 1934
- Kaffee und Guaraná, 1934
- Der Teestrauch und der Tee. Die Mate- und Paraguayteepflanze, 1936
- Dr. Andreas Sprecher von Bernegg, 1895- 1953: Ansprachen an der Trauerfeier in Maienfeld am Sonntag, den 14. Juni 1953, pubblicato nel 1953